# Ото II (Гелдерн)
Вижте пояснителната страница за други личности с името Ото II.
Ото II фон Гелдерн Куция (на немски: Otto II Claudius von Geldern, der Lahme; на нидерландски: Otto II van Gelre, de Lamme, * ок. 1215, † 10 януари 1271) от Дом Васенберг, е граф на Гелдерн и Цутфен от 22 октомври 1229 г. до смъртта си.

## Биография
Той е най-възрастният син на граф Герхард IV (1185 – 1229) и съпругата му Маргарета от Брабант († 1231), дъщеря на херцог Хайнрих I от Брабант, снаха на император Ото IV († 1218). По-малкият му брат Хайнрих е епископ на Лиеж (1247 – 1274).
Ото води множество битки с графовете на Равенсберг, Текленбург и Клеве, с епископите на Мюнстер, Оснабрюк, Падерборн и Утрехт. На 3 март 1243 г. той купува Графство Крикенбек от роднината му граф Адолф I фон Марк.
Ото II постига голяма позиция в Долна Лотарингия като опекун на херцога на Брабант и на графа на Холандия (от 1261/62 г.). Той основава няколко града, през 1229 г. град Гелдерн.
Ото II умира на 10 януари 1271 г. и е погребан в манастир Грефентал в Асперден.

## Фамилия
Първи брак: на 24 ноември 1240 г. с Маргарета фон Клеве († 10 септември 1251), дъщеря на граф Дитрих IV/VI фон Клеве. С нея той има две дъщери:
- Елизабет († 31 март 1313), омъжена на 17 март 1249 г. за Адолф V граф на Берг († 1296), син на Адолф IV граф на Берг
- Маргарета († пр. 1286), омъжена пр. 1262 г. за Ангеран, 4-ти сеньор на Куси, виконт дьо Мо († 1312), син на Ангеран III

Втори брак: През 1252/1254 г. с Филипа дьо Дамартен († 14 април 1278/1281), дъщеря на Симон дьо Дамартен граф Омал, вдовица на Раул дьо Лузинян граф д’Ьо и на Раул сир дьо Куси. С нея той има четири деца:
- Райналд I (1255, † 9 октомври 1326), граф на Гелдерн (1271 – 1320) и херцог на Лимбург (1280 – 1288)
- Филипа († пр. 24 юни 1300), омъжена пр. 30 май 1275 г. за Валрам II, господар на Фалкенбург († 5 септември 1302)
- Маргарета († 1287), омъжена пр. 1279 г. за Дитрих VI граф на Клеве († 1305)
- Мария († пр. 8 септември 1306)